# Monts du Velay
Les monts du Velay sont les massifs montagneux situés dans l’ancienne province française du Velay. Ils se trouvent dans les deux tiers est du département de la Haute-Loire, au sud de la région Auvergne-Rhône-Alpes et au centre-est du Massif central.

## Géographie
Le Velay compte trois massifs montagneux principaux :
- le massif du Devès, situé à l’ouest et au sud du Velay et au centre du département de la Haute-Loire ;
- le Meygal, massif volcanique situé à l’est ;
- le massif du Mézenc, qui fait limite avec le département de l’Ardèche et ne se trouve qu’à moitié en Velay.

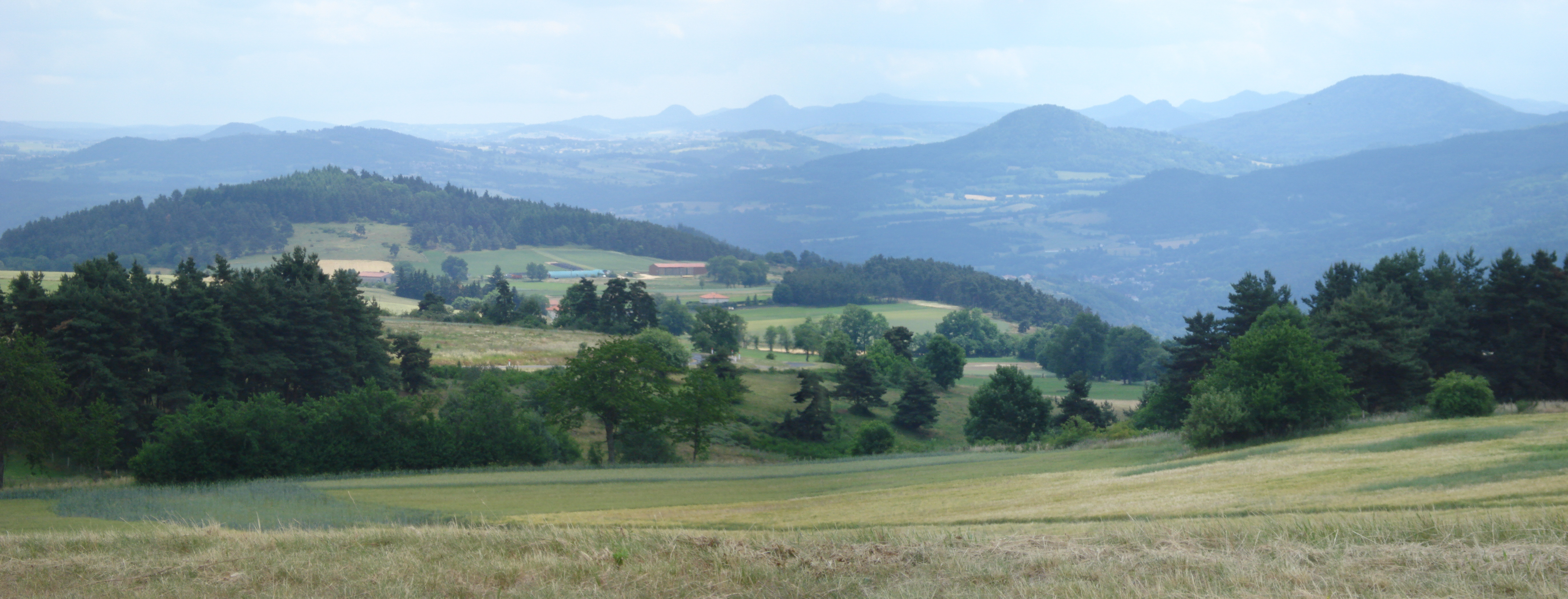
Vue panoramique depuis Saint-Maurice-de-Roche vers les monts du Velay.